# Malariamuggen
Malariamuggen zijn muggen die de infectie- en vectorziekte malaria kunnen overbrengen. Het betreft meerdere soorten, behorend tot het geslacht Anopheles, dat weleens in de subgenera (ondergeslachten) Anopheles sensu stricto, Cellia, Kerteszia en Nyssorhynchus wordt opgedeeld.
Alleen de vrouwtjes steken; de mannetjes zijn kenbaar aan grote, pluizige antennes. Malariamuggen zitten in rust met het achterlijf duidelijk hoger van de onderlaag dan met de thorax, ze hellen als het ware naar voren. Bij veel niet-malariamuggen wordt het lijf evenwijdig aan de onderlaag gehouden.
Malariamuggen worden aangetrokken door voetengeur. De op zweetvoeten levende huidbacterie Brevibacterium epidermis produceert stoffen waardoor de malariamuggen worden aangetrokken. Limburgse kaas, waar de aan Brevibacterium epidermis verwante bacterie Brevibacterium linens voorkomt, heeft eenzelfde effect op de malariamug.

## Malariareservoirs in de Lage Landen
Anopheles-soorten komen ook in de Lage Landen voor, maar de malariaparasiet zelf is hier al decennia geleden uitgeroeid.
Omdat de inheemse malariamuggen zich hier alleen in bepaalde rurale biotopen met brak water kunnen handhaven, waar de bevolkingsdichtheid tegenwoordig erg laag is, kan de malariaparasiet zich in onze omgeving niet verspreiden. Zolang zich in die gebieden geen reservoirs met parasieten kunnen vormen, door de permanente aanwezigheid van besmette personen, is de kans dat de malariaparasiet zich in onze omgeving opnieuw kan vestigen en verspreiden, vrijwel nihil.

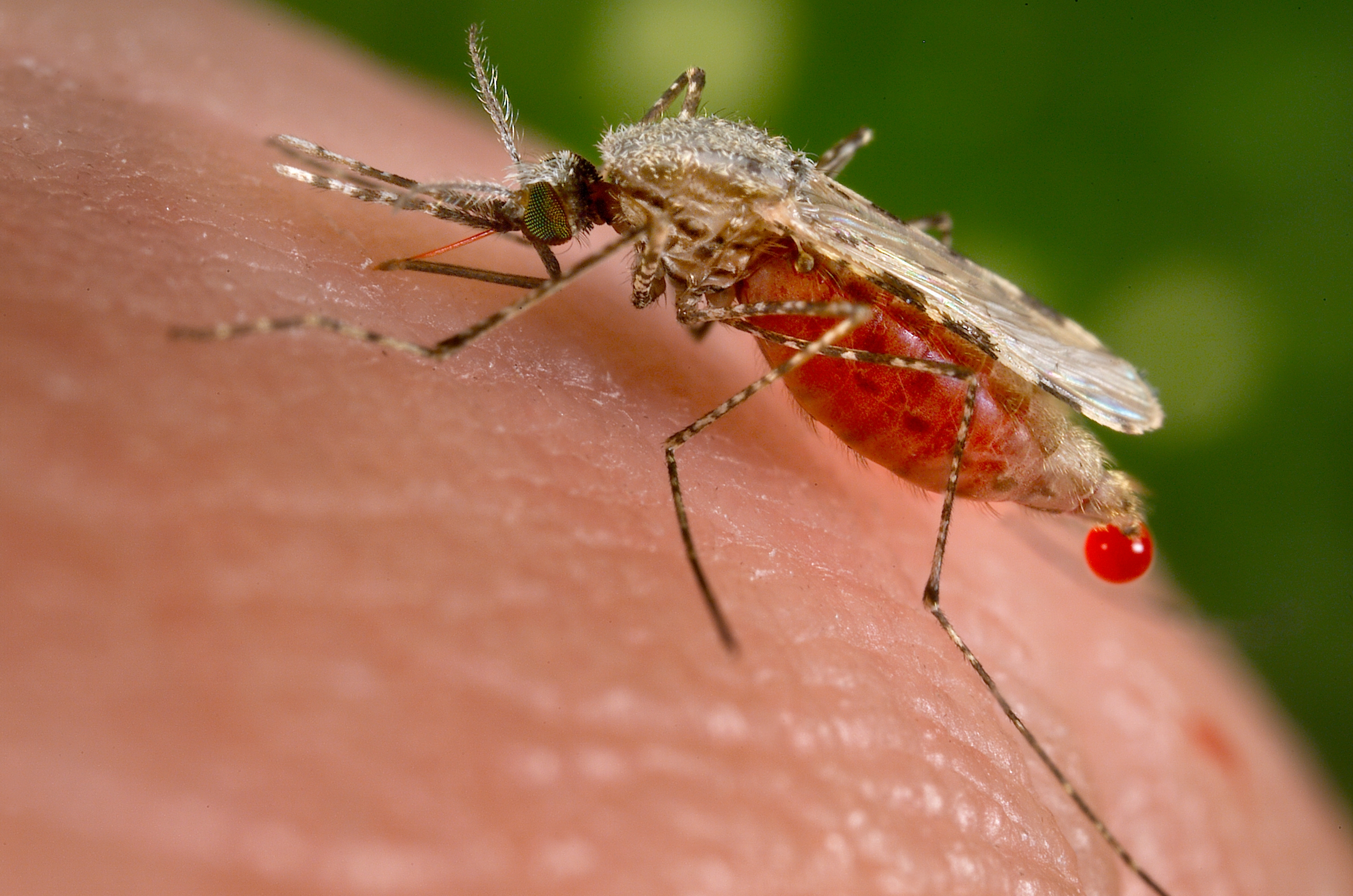
Anopheles stephensi

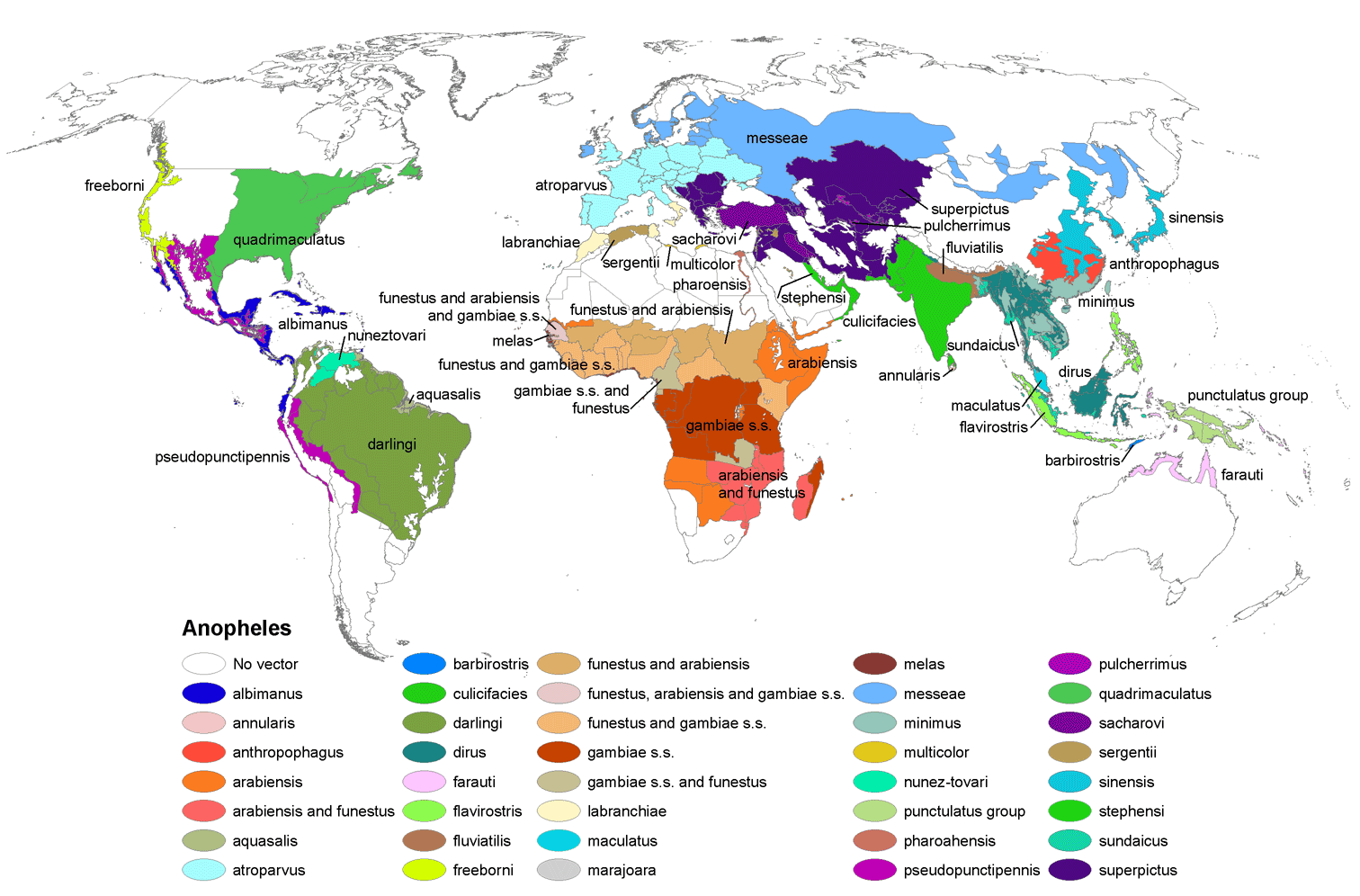
Verspreiding van malariamuggen